# Кулино (язык)
Кулино (Culina Pano, Kulina do Acre, Kulina Pano, Kulino) — почти исчезнувший индейский язык, который относится к паноанской группе пано-таканской языковой семьи, на котором говорят в деревне Альдейра-Педро-Лопес у реки Куруса территории коренных народов Вале-ду-Жавари в Западной Бразилии. Язык кулино мигрировал в город Табатинга, рядом с которым река Жавари пересекается с Амазонкой. Отличается от языка кулина, относящийся к араванским языкам. Похож на языки матис и матсес. Язык кулина население использует слабо, из которых большинство живёт в городской местности. Кроме родного население также говорит на португальском языке.